# Дмитракова, Елена Константиновна
Елена Константиновна Дмитракова (8 октября 1966, Ленинград) — российский театральный художник. Главный художник Театра на Васильевском (с 2007 года). Автор живописных и графических работ.

## Биография
Родилась в семье театрального художника Константина Константиновича Дмитракова, ученика и продолжателя традиций Николая Павловича Акимова и Татьяны Георгиевны Бруни.
В 1990 году Елена Константиновна окончила ЛГИТМиК им. Черкасова (РГИСИ), получив специальность "художник-постановщик театра и кино".
В качестве автора сценографии и художника по костюмам сотрудничала со многими театрами России и зарубежья (Михайловский театр, Геликон-опера, МДТ, Балтийский дом и др.).
Спектакли-притчи, поставленные в начале 2000-х режиссерами-выпускниками Л.А. Додина на Камерной сцене МДТ– Театра Европы, обретали визуальную образность благодаря оформлению Дмитраковой.
В 2000–2004 годах служила главным художником Камерного балета «Москва».
В 2007 году по приглашению всемирно известного режиссёра Анджея Бубеня, в это время художественного руководителя театра, Дмитракова становится главным художником  Театра сатиры на Васильевском. Художественным результатом альянса Бубеня и Дмитраковой стали спектакли по произведениям Людмилы Улицкой «Русское варенье» и «Даниэль Штайн, переводчик», получившие широкий общественный резонанс и премии «Золотой софит" (в том числе, за сценографию).
"Чуткость к литературному материалу, глубокое проникновение в режиссерский замысел, владение самыми разнообразными изобразительными средствами, свобода мышления и, конечно, талант сделали ее одним из интереснейших и самобытных сценографов современной России". Цит. по: Феерические миры Елены Дмитраковой // Т. Коростелева, Невский театралъ, № 9(31) октябрь 2016.
Является членом Союза художников России, членом Ассоциации искусств «LAVR ART CENTER», стипендиаткой фонда Мариинского театра.
На репетициях спектакля «Фрекен Жюли» по драме А. Стриндберга, в 2000 году, возник творческий союз с талантливым актером и режиссером Игорем Николаевым, переросший в брачный союз.
В последнее время Дмитракова плотно занимается живописью, фантазийно осваивая жанры портрета, натюрморта и др.

## Награды
- 2001 — Лауреат премии министерства культуры Румынии Premiul Special за лучшую сценографию
- 2008 — Лауреат Высшей театральной премии Санкт-Петербурга «Золотой софит» сезона за сценографию спектакля «Русское варенье»»[4].
- 2009 — Номинант премии «Золотая маска»  за сценографию спектакля «Русское варенье».
- 2010 — Диплом ХХ фестиваля «Театры Санкт-Петербурга детям» за спектакль «Барон Мюнхгаузен».
- 2019 — Диплом ХXVIII фестиваля «Театры Санкт-Петербурга детям» за спектакль «Путешествие Незнайки и его друзей»[5].
- 2019 — Благодарность Президента РФ В. В. Путина «За заслуги в развитии отечественной культуры и искусства»[6].

## Художественная карьера
- Художественная карьера
- 1990 — «Балаганчик», Драматический театр, г. Одесса.
- 1991 — «Севильский цирюльник», театр оперы и балета им. М. П. Мусоргского, СПб.
- 1991 — «Фауст», оперный театр, г. Пори, Финляндия.
- 1992 — «Петр 1», театр оперы и балета им. Мусоргского, СПб (костюмы).
- 1992 — «Щелкунчик», театр «Русский балет», СПб.
- 1992 — «Монсегюр», театр оперы, Франция.
- 1992 — «Женитьба Бальзаминова», театр музыкальной комедии, г. Свердловск.
- 1993 — «Месяц в деревне», театр им. Ленсовета, СПб (костюмы).
- 1993 — «Убийство Гонзаго», театр им. Ленсовета, СПб (костюмы).
- 1994 — «Месяц в деревне», «Русский драматический театр» им. Качалова, г. Казань, (костюмы).
- 1996 — «Шишок», театр «Без вывески», Москва.
- 1996 — «Легенда», театр балета «Русский ренессанс», Москва.
- 1996 — «Франческа де РИМИНИ», театр балета «Русский ренессанс», Москва.
- 1997 — «Трактирщица», театр «Без вывески», Москва.
- 1998 — «Моя прекрасная леди», театр Музыкальной комедии, СПб.
- 1998 — «Провинциалка», театр Музыкальной комедии, СПб (костюмы).
- 1999 — «Я другой такой страны не знаю», театр Музыкальной комедии, СПб (костюмы).
- 1999 — «Ромео и Джульетта», театр Музыкальной комедии, СПб.
- 1999 — «Паяцы», «ГЕЛИКОН-ОПЕРА», Москва. режиссёр Константин Балакин.
- 1999 — «Любовь и странствия прапорщика Гринева», театр «За Чёрной речкой», СПб.
- 2000 — «Свадьба Фигаро», Пермский театр оперы и балета им. Чайковского, г. Пермь.
- 2000 — «Фрекен Жюли»,Малый драматический театр-театр Европы, СПб, режиссёр Игорь Николаев.
- 2000 — «Щелкунчик», Русский камерный балет «Москва», г. Москва.
- 2001 — «Дон Кихот», Русский камерный балет «Москва», г. Москва.
- 2001 — «Оправдание Дон Жуана», Русский камерный балет «Москва», г.Москва.
- 2001 — «Урфин Джюс», театр «За Чёрной речкой», СПб.
- 2001 — «Дядя Ваня», театр «Буландра», г. Бухарест, режиссёр Юрий Кордонский.
- 2002 — «Пахита», Русский камерный балет «Москва», г.Москва.
- 2002 — «Лебединое озеро», театр «Русский балет», СПб.
- 2003 — «Вальпургиева ночь», Русский камерный балет «Москва», г.Москва.
- 2003 — «Сторож для Ариадны», театр «За Чёрной речкой», СПб.
- 2003 — «300 лет Санкт-Петербургу», оформление праздничной колонны, СПб.
- 2004 — «Любовь Дона Перлимплина», Малый драматический театр-театр Европы, СПб, режиссёр Олег Дмитриев.
- 2004 — «До-диез любовь», театр «За Чёрной речкой», СПб.
- 2004 — «Богема», Ростовский Государственный музыкальный театр, г. Ростов-на-Дону. режиссёр Константин Балакин.
- 2004 — «Игра с огнем», театр «За Чёрной речкой», СПб.
- 2005 — «Двое в лифте», «Открытый театр» (им. Ленсовета), СПб.
- 2005 — «Дом Бернарды Альбы», Малый драматический театр-театр Европы, СПб. Режиссёр Юрий Кордонский. Спектакль — лауреат премии «Золотой софит».
- 2006 — «DE PROFUNDIS», Творческий проект Алексея Девотченко, СПб, режиссёр Олег Дмитриев.
- 2007 — «Саранча», Театр на Васильевском, СПб, режиссёр Анджей Бубень.
- 2007 — «Русское варенье», Театр на Васильевском, СПб, режиссёр Анджей Бубень. Спектакль — лауреат премии «Золотой софит», номинант премии «Золотая маска».
- 2008 — «Тень стрелка», Малый драматический театр-театр Европы, СПб, режиссёр Олег Дмитриев.
- 2008 — «Авантюристы», Театр им. Вл. Маяковского, Москва, режиссёр Владимир Глазков.
- 2008 — «Даниэль Штайн, переводчик», Театр на Васильевском, СПб, режиссёр Анджей Бубень. Спектакль — лауреат премий Правительства России и «Золотой софит».
- 2008 — «Курс лечения», Театр на Васильевском, С-Пб, режиссёр Анджей Бубень.
- 2009 — «Салемские колдуньи» , Театр на Васильевском, СПб, режиссёр Анджей Бубень.
- 2009 — «Лейтенант» («Кровавые когти любви»), Театральный остров, СПб.
- 2010 — «Господа Головлевы», Театр ATENEUM, Варшава (Польша), режиссёр Анджей Бубень.
- 2010 — «Барон Мюнхгаузен». Мюзик-Холл. СПб.
- 2010 — «Веселенькая пьеса о разводе», Театр на Васильевском, СПб, режиссёр Денис Хуснияров.
- 2011 — «Привидения», Малый драматический театр-театр Европы, СПб, режиссёр Олег Дмитриев.
- 2011 — «Водевили» , Театр на Васильевском, СПб, режиссёр Анджей Бубень.
- 2011 — «Географ глобус пропил», ТЮЗ, Красноярск, режиссёр Борис Цейтлин.
- 2012 — «Антон и шоу-бизнес», Театр на Васильевском, СПб, режиссёр Артём Цыпин.
- 2012 — «АРТ», Театр на Васильевском, СПб.
- 2012 — «Зеленый шатер», Театр-Фестиваль Балтийский Дом, СПб, режиссёр Анджей Бубень. Спектакль-лауреат премии «Золотой Софит» в номинации «Лучший актёрский ансамбль».
- 2012 — «Дядя Ваня», Театр на Васильевском, СПб, режиссёр Владимир Туманов.
- 2013 — «Идиот», Театр на Васильевском, СПб, режиссёр Владимир Туманов.
- 2013 — «Дом особого назначения», Театр на Васильевском, СПб, режиссёр Денис Хуснияров.
- 2013 — «Моя дорогая Матильда», Театр на Васильевском, СПб.
- 2013 — «Проклятая любовь», Театр на Васильевском, СПб, режиссёр Владимир Туманов.
- 2014 — «Каренин» , Санкт-Петербургский театр «Русская антреприза» имени Андрея Миронова, С-Пб, режиссёр Юрий Цуркану
- 2014 — «Пакуем чемоданы», учебный театр «На Моховой», СПб, режиссёр Анджей Бубень.
- 2014 — «Последний троллейбус», Театр на Васильевском, СПб, режиссёр Артём Цыпин.
- 2015 — «Счастье — это просто!», Антреприза, СПб, режиссёр Владимир Койфман.
- 2015 — «Детство 45-53: А завтра будет счастье», Театр-Фестиваль Балтийский Дом, С-Пб, режиссёр Анджей Бубень. Спектакль-лауреат премии «Золотой софит».
- 2015 — «Потанцуем», театр «Современник», Москва, режиссёр Анджей Бубень. Спектакль — лауреат Театральной премии газеты «Московский комсомолец» в номинации «Ансамбль года».
- 2015 — «Камень», Театр на Васильевском, СПб, режиссёр Денис Хуснияров. Спектакль-номинант премии «Золотая маска», номинант премии «Золотой софит».
- 2016 — «Веселые похороны», «ТЕАТР-ТЕАТР», Пермь, режиссёр Анджей Бубень.
- 2016 — «Две дамочки в сторону севера», Театр на Васильевском, СПб, режиссёр Денис Хуснияров Спектакль-номинант премии «Золотой софит».
- 2016 — «Эти свободные бабочки», Театр на Васильевском, СПб, режиссёр Леонид Алимов.
- 2016 — «Всё для победы», Театр на Васильевском, СПб, режиссёр Владимир Туманов.
- 2017 — «Утиная охота», Театр на Васильевском, СПб, режиссёр Денис Хуснияров.
- 2017 — «Ширли Валентайн», Театр Комедии им. Акимова, СПб., режиссёр Анджей Бубень.
- 2017 --- «Два часа в благородном семействе, или о чём скрипела дверь…» , Санкт-Петербургский театр «Русская антреприза» имени Андрея Миронова, С-Пб., реж. Евгений Баранов
- 2017 — «Соломенная шляпка» , Русская антреприза имени Андрея Миронова, С-Пб, режиссёр Вадим Милков-Товстоногов.
- 2018 — «Петербург», Театр на Васильевском, СПб, режиссёр Денис Хуснияров.
- 2018  — «Ма-Мурэ», Балтийский Дом, СПб, режиссёр Юрий Цуркану
- 2018 — «Путешествие Незнайки и его друзей», Балтийский Дом, СПб, режиссёр Александра Мамкаева. Спектакль — победитель XXVIII фестиваля «Театры Санкт-Петербурга — детям».
- 2019 — «Любовь», Театр на Васильевском, СПб, режиссёр Руслан Нанава.
- 2019 — «Центральное новогоднее управление», Театр на Васильевском, СПб, режиссёр Тадас Шимилев.
- 2019 — «Семья в подарок», Балтийский Дом, СПб, режиссёр Юрий Цуркану